# Newari
Newari (नेपाल भाषा), eller nepal bhasa på newari, är ett av Nepals huvudsakliga språk. Det är ett av ungefär femhundra sinotibetanska språk, och tillhör grenen tibetoburmanska språk. Det är det enda tibetoburmanska språket som skrivs med devanāgarīskriften och talas främst av newarerna, som främst bor i städerna i Katmandudalen. Språket är i hög grad influerat av de indoariska språken.
År 2011 fanns det i Nepal drygt 800 000 talare av newari. Språket klassificeras av Unesco som utrotningshotat. Alla newaritalande är tvåspråkiga i newari och landets officiella språk nepali, och trots att språkgemenskapen fortfarande är stor i absoluta tal så är andelen barn som växer upp med newari som modersmål liten eller enligt vissa uppskattningar obefintlig.